# جولیانا ۸۱۶

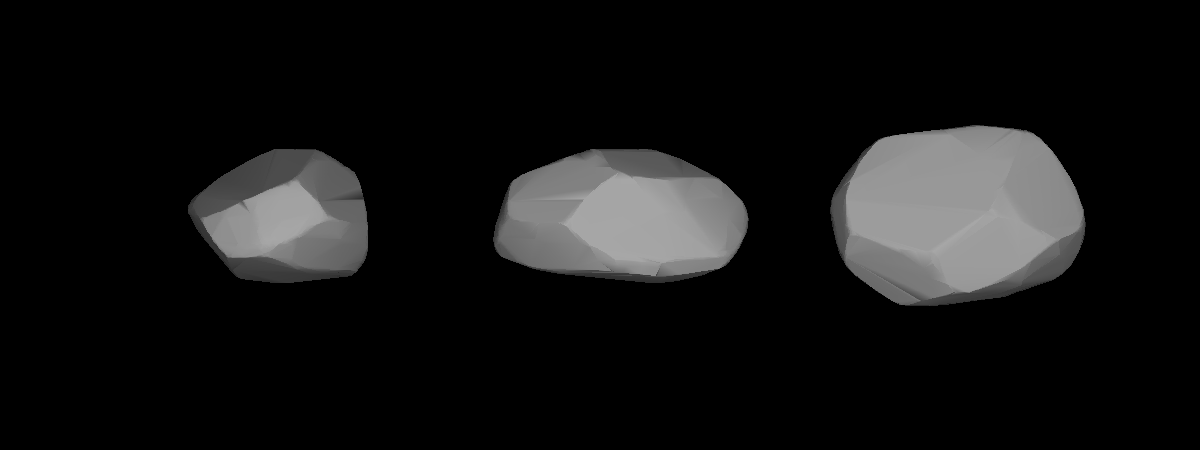
مدل سه‌بُعدی سیارک جولیانا ۸۱۶ بر اساس منحنی نور آن

سیارک ۸۱۶ (به انگلیسی: 816 Juliana، نامگذاری:1916YV) هشتصد و شانزدهمین سیارک کشف شده‌است که در ۸ فوریه ۱۹۱۶ و در هایدلبرگ کشف شد.
قدر مطلق سیارک برابر ۱۰٫۵۰ است.